# 聯絡官

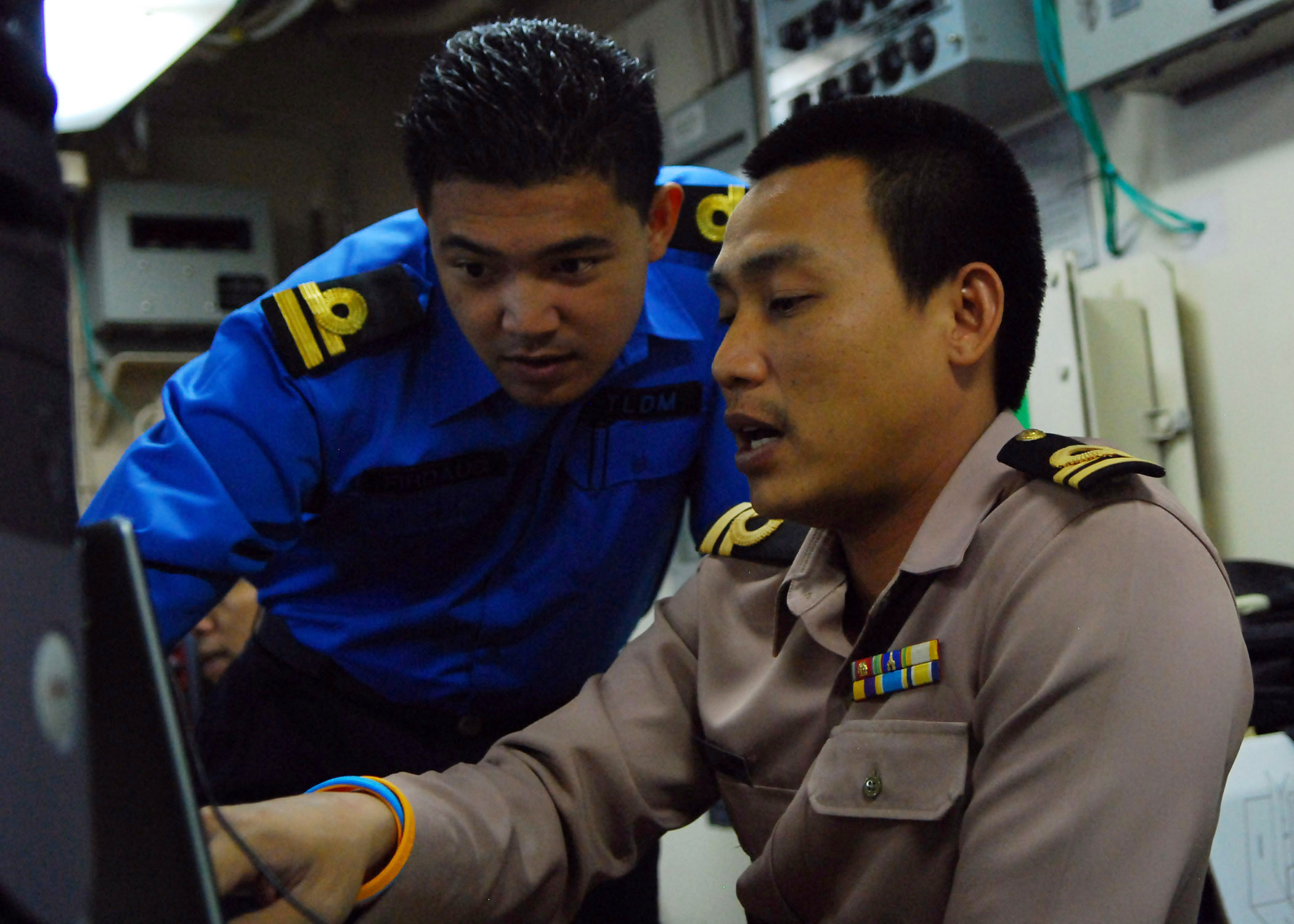
馬來西亞皇家海軍及泰國皇家海軍的聯絡官

聯絡官（英語：Liaison officer）或稱聯絡員，是負責在機構之間，或是機構與員工之間進行溝通與協調工作的職業，從而使兩者能減少衝突及提升雙方的利益。經常見到的聯絡人員包括政府機構（軍隊、執法部門或外交代表機構）中的聯絡官，以及處理僱主及僱員關係的勞資關係聯絡主任、在醫院處理病人及醫生關係的病人聯絡主任等。在香港政府中，民政事務署及警務處亦設有聯絡主任一職，負責統籌及聯絡地區人士。